# Spanien i olympiska sommarspelen 1964
Spanien deltog med 51 deltagare vid de olympiska sommarspelen 1964 i Tokyo. Ingen av landets deltagare erövrade någon medalj.

## Landhockey
- Jorge Vidal
- Narciso Ventalló
- Luis María Usoz
- Julio Solaun
- Ignacio Macaya
- Jaime Echevarría
- Eduardo Dualde
- José Antonio Dinarés
- Carlos del Coso
- José Colomer
- Juan Ángel Calzado
- Pedro Amat
- Jaime Amat
- Francisco Amat